# Johnson (wieś w Vermont)
Johnson – wieś (village) w Stanach Zjednoczonych, w stanie Vermont, w hrabstwie Lamoille, w gminie (town) Johnson. Nazwa wsi jest powiązana z amerykańskim politykiem Williamem Samuelem Johnsonem.